# John Gibbon

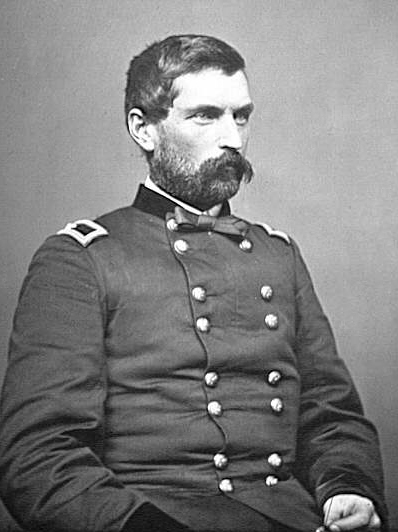
John Gibbon

John Gibbon (* 20. April 1827 in Philadelphia, Pennsylvania; † 6. Februar 1896 in Baltimore, Maryland) war ein Offizier der US-Armee.

## Leben
Gibbon wuchs in North Carolina auf und besuchte die Militärakademie in West Point, die er 1847 zusammen mit den späteren Generalen Ambrose Powell Hill und Ambrose Everett Burnside abschloss.
Er zeichnete sich im Krieg gegen Mexiko und in den Indianer-Kriegen aus, diente als Lehrer in West Point und verfasste ein Handbuch für Artilleristen.
Bei Ausbruch des Amerikanischen Bürgerkriegs bekleidete er den Rang eines Hauptmanns der Artillerie. Obwohl seine Familie sich größtenteils für den Süden entschied, blieb Gibbon der Unionsarmee treu.
Nach einiger Zeit als Artilleriekommandeur in der Division von Generalmajor Irvin McDowell wurde er am 2. Mai 1862 zum Brigadegeneral der Freiwilligen befördert. Man übertrug ihm das Kommando über eine Brigade von Regimentern aus dem Mittleren Westen, die sich unter seinem Kommando in der Zweiten Schlacht am Bull Run und den Schlachten am South Mountain und Antietam den Namen Iron Brigade erkämpfte. Gibbon war es auch, dem die Brigade ihr charakteristisches Merkmal, die schwarzen Hüte, zu verdanken hatte.
Im November 1862 wurde ihm dann das Kommando über eine Division im I. Korps der Potomac-Armee übertragen.
Nach einer schweren Verwundung, die er während der Schlacht von Fredericksburg erlitten hatte, kommandierte er bei Gettysburg eine Division des II. Korps und zeitweise auch das ganze Korps während der Schlacht, in der er erneut verwundet wurde.
Nach seiner Genesung übernahm er wieder das Kommando über seine alte Division und führte sie 1864 in der Schlacht in der Wilderness bis vor Petersburg.
Am 7. Juni desselben Jahres wurde er zum Generalmajor der Freiwilligen befördert, und Anfang 1865 bekam er das Kommando über das neu formierte XXIV. Korps der James-Armee.
Nach dem Bürgerkrieg wurde er Oberst und Regimentskommandeur des 36. US-Infanterie-Regiments und 1869 Kommandeur des 7. US-Infanterie-Regiments.
1876 war sein Regiment Teil des großen Feldzuges gegen feindliche Indianerverbände im Gebiet des Little Big Horn. Gibbons Verband sollte von Norden her gegen die Indianer vorstoßen, er konnte allerdings nicht mehr rechtzeitig eintreffen, um George Armstrong Custers Kavallerie zu helfen, die fast vollständig aufgerieben wurde.
1877 beteiligte sich Gibbon am Feldzug gegen die Nez Percé unter Chief Joseph, wo er in der Schlacht am Big Hole verwundet wurde. 1885 wurde er zum Brigadegeneral der US-Armee befördert. An seinem 64. Geburtstag ging er in Pension.
John Gibbon starb am 6. Februar 1896 im Alter von 68 Jahren in Baltimore.